# 联邦就业公共服务部
就业部，全称联邦就业、劳动和社会对话公共服务部（荷蘭語：Federale Overheidsdienst Werkgelegenheid, Arbeid en Sociaal Overleg），是比利时的一个联邦公共服务部，负责确保雇员与雇主之间劳动关系的平衡，保护和促进劳动福利，并在国内及国际上积极参与社会立法。